# Véronique Aka
Véronique Aka (épouse Bra ou Véronique Aka Amanan) est une femme politique ivoirienne née le 15 août 1959, originaire de M’batto, dans la région d’Anoumaba, au centre-est de la Côte d’Ivoire.
Elle est élue députée de la circonscription d’Anoumaba-Tiémélékro, puis députée de la circonscription de M’batto-Assahara dans la législature de 2011 à 2016 et reconduite depuis décembre 2016. De 2017 à 2019, elle est vice-présidente de l’Assemblée nationale de côte d’Ivoire

## Biographie
Fille de Lambert  Aka Aka et Joséphine Kassi Ama, elle est adoptée par Félix Houphouët-Boigny. Véronique Aka est la veuve du ministre Denis Bra Kanon, ingénieur et ministre de l’Agriculture sous le  mandat du Président Félix Houphouët Boigny.

### Carrière professionnelle
Véronique Aka poursuit des études de comptabilité, et obtient un brevet de technicien supérieur ; elle exerce alors comme assistante de direction à la direction du contrôle financier. En 1978, elle se lance dans les affaires en tant qu’exploitante forestière, avant d’intégrer le domaine de la construction et de la vente dans l'immobilier. Puis, fonde en 1989, la société Afrique Construction dont elle devient la Présidente-directrice générale (PDG).
En 2004, elle met sur pied la Sotrapim (Société de Travaux et de Promotion Immobilière) où elle occupe le poste de présidente du conseil d’administration (PCA) depuis lors. Sa dernière société en date est la société Uni France Ivoire (UFI), créée le 20 août 2014. Elle en est la présidente du conseil d'administration (PCA) depuis sa création.

### Carrière politique
Ressortissante de la région du Moronou, Véronique Aka, elle est élue députée de la circonscription d’Anoumaba-Tiémélékro en 1995. En 2006, Véronique Aka Bra est élue présidente du REFAMPCI (Réseau des Femmes Ministres et Parlementaires, section Côte d’Ivoire).
Depuis 2012, elle a intégré le Comité Interparlementaire de l'Union économique et monétaire ouest-africaine, après avoir été élue députée de la circonscription de M’batto-Assahara aux législatives de février 2011. En 2015, elle est élue présidente de l'Union des femmes du Parti démocratique de Côte d'Ivoire (PDCI) en milieu rural (UFPDCI-Rurales). Elle est membre du bureau politique du PDCI depuis 1995. Véronique Aka Bra est nommée la même année coordinatrice régionale du grand conseil du PDCI-RDA/Moronou par la direction du parti. Le 4 avril 2017, elle est nommée vice-présidente de l’Assemblée nationale ivoirienne sous la présidence de Guillaume Soro. Elle est premiere presidente de région 
Lors de l'élection régionale de septembre 2023, elle est élue présidente du conseil régional du Moronou avec 62,9 % des voix, battant Pascal Affi N'Guessan, président sortant et candidat de l'alliance entre le Rassemblement des houphouëtistes pour la démocratie et la paix (RHDP) et le Front populaire ivoirien (FPI),,

## Actions

### Mimoyé
En 2006, Véronique Aka Bra est élue présidente du REFAMPCI (Réseau des Femmes Ministres et Parlementaires, section Côte d’Ivoire). L’un des objectifs de ce réseau est la scolarisation des petites filles en Côte d’Ivoire. Pour la présidente du réseau, la scolarisation de la petite fille passe absolument par l’épanouissement financier des foyers, notamment des mères. Ainsi, pour favoriser l’autonomie des femmes en leur donnant un accès facile aux prêts, la microfinance Mimoyé est mise en place par Véronique Aka. De 2006 à 2010, Mimoyé a octroyé près de 100 000 000 FCFA de prêts à 5832 souscripteurs, sur toute l’étendue du territoire national ivoirien ; avant de devenir en janvier 2013, une institution financière, Mimoyé Finances SA, par voie de décret.